# San Antonio del Norte
San Antonio del Norte é um município de Honduras, localizado no departamento de La Paz.